# آرین (خواننده)
چوی یه وون (کره‌ای: 최예원؛ زادهٔ ۱۸ ژوئن ۱۹۹۹) که به‌طور حرفه ای با نام آرین (انگلیسی: Arin) شناخته می‌شود، خواننده و بازیگر اهل کره جنوبی است. او یکی از اعضای گروه دخترانهٔ کره‌ای اوه مای گرل است.

## اوایل زندگی
آرین در مدرسه راهنمایی دونگ‌دوک و مدرسه هنرهای نمایشی سئول تحصیل کرده‌است.

## فعالیت‌های خیرخواهانه
در ۱۸ ژوئن ۲۰۲۱، گزارش شد که آرین مبلغ ۳۰ میلیون وون به The Beautiful Foundation در تولد ۲۲ سالگی خود اهدا کرد. کمک‌های او برای بزرگسالان جوانی که از مراکز مراقبت از کودکان مرخص شده‌اند و اکنون تنها زندگی می‌کنند، استفاده خواهد شد.
در ۱۶ مه ۲۰۲۲، آرین مبلغ ۲۰ میلیون وون به The Beautiful Foundation در روز بلوغ و ورود به بزرگسالی اهدا کرد.